# George Don den yngre
George Don den yngre, född den 29 april 1798 i Forfar, död den 25 februari 1856 i Kensington, var en skotsk botaniker. Han var son till George Don den äldre och äldre bror till David Don.
Don blev förman för Chelseas trädgårdar 1816. År 1821 reste han till Brasilien, Västindien och Sierra Leone för att samla prover på uppdrag av Royal Horticultural Society. De flesta av hans upptäckter publicerades av Joseph Sabine, även om han själv publicerade många nya arter från Sierra Leone. Dons huvudsakliga arbete var A General System of Gardening and Botany i fyra volymer, som publicerades mellan 1832 och 1838.
Auktorsnamnet G.Don kan användas för George Don den yngre i samband med ett vetenskapligt namn inom botaniken; se Wikipediaartiklar som länkar till auktorsnamnet.